# اونترگروپنباخ
اونترگروپنباخ (به آلمانی: Untergruppenbach) یک شهر در آلمان است که در هایلبرون واقع شده‌است. اونترگروپنباخ ۷٬۵۱۸ نفر جمعیت دارد.